# Вальдемар
Вальдема́р (нем., польск. Waldemar, дат., швед. Valdemar) — древнее германское (старо-верхне-немецкое) мужское имя славянского происхождения.

## Характеристика
Русское имя Владимир входило в число родовых имен Рюриковичей. Первая его часть происходит, согласно Фасмеру, от церковнославянского владь «власть» (восходит к индоевропейской основе *wal- со значением «сила»); вторая родственна готскому -mērs «великий», древневерхненемецкому mâri «знаменитый» и другим германским корням того же значения. Компонент -мѣръ роднит имя Владимир с такими готскими именами, как Теодемир, Видимир, Валамир и т. п. Вариант Вальдемар (нем. Waldemar, дат., швед. Valdemar) является заимствованием славянского имени в германские языки, на что указывает компонент -мар и наличие звонкого -д- как и в славянском имени.
В скандинавский династический именослов оно проникло с рождением Вальдемара Великого, правнука по женской линии князя Владимира Мономаха и закрепилось среди его потомства.

## Известные носители

### Короли Дании
В династии Эстридсена было несколько королей с именем Вальдемар (в скобках — годы правления)
- Вальдемар I Великий (1157—1182)
- Вальдемар II Победоносный (1202—1241)
- Вальдемар Молодой (1215—1231), сын и соправитель Вальдемара II
- Вальдемар III (1326—1329), имевший сына также Вальдемара (не был ни королём Дании, ни герцогом Шлезвига), умершего в 1364 году
- Вальдемар IV Аттердаг (1340—1375)
- принц Вальдемар (1858—1939) — сын короля Дании Кристиана IX

### Короли Швеции
- Вальдемар I Биргерсон (ум. 1302) — король Швеции в 1250—1276

### Герцоги Шлезвигские
В основном ими являлись датские короли (правда в другое время, чем правление Данией), в скобках — годы герцогства
- Вальдемар I Великий (1147—1157)
- Вальдемар II (герцог Шлезвига) (1182—1202)
- Вальдемар III (герцог Шлезвига) (1254—1272) — сын Абеля, тоже герцога Шлезвига
- Вальдемар IV (ум. 1312) — герцог Шлезвига с 1283 года.
- Вальдемар V (1325—1326, 1330—1364) — также король Дании (см. выше)

### Германия
- Вальдемар Прусский (1817—1849) — принц Прусский
- Вальдемар Прусский (1868—1879) — принц Прусский
- Вальдемар Прусский (1889—1945) — принц Прусский